# Bahnhof Rehfelde

Der Bahnhof Rehfelde ist ein Durchgangsbahnhof in der Gemeinde Rehfelde im Landkreis Märkisch-Oderland. Er wurde 1874 eröffnet und besaß zu DDR-Zeiten durch den Güterverkehr eine größere Bedeutung. Zwischen 2008 und 2009 wurde der Bahnhof umfangreich modernisiert.

## Lage
Der Bahnhof am Streckenkilometer 33,7 der Ostbahn befindet sich etwa 1,5 km südöstlich des Ortskerns von Rehfelde und grenzt dort an die Bahnhofstraße und die Parkstraße. Die nächste Station in Richtung Westen ist der Haltepunkt Herrensee, der auch in der Gemeinde Rehfelde liegt, der Bahnhof Strausberg liegt sechs Kilometer westlich. Nach Osten ist die nächste Betriebsstelle der ungefähr 15 Kilometer entfernte Bahnhof Müncheberg (Mark), dazwischen liegt etwa acht Kilometer östlich von Rehfelde der mittlerweile geschlossene Bahnhof Rotes Luch. Rehfelde gehört zum Verkehrsverbund Berlin-Brandenburg, kurz VBB.

## Geschichte

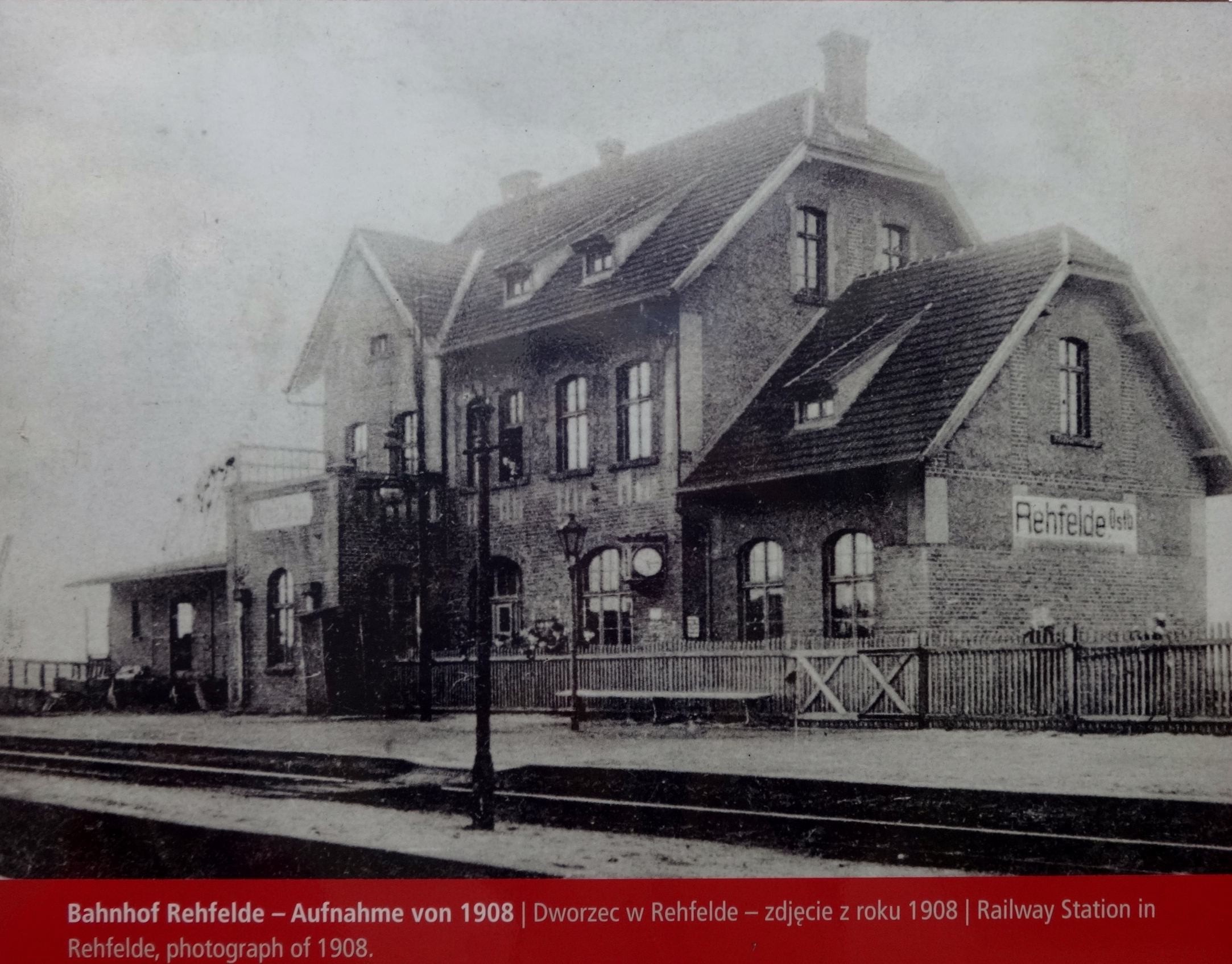
Empfangsgebäude, 1908

Am 1. November 1874 wurde der Bahnhof Rehfelde eröffnet. 1908 eröffnete man ein neues Empfangsgebäude. Pioniere errichteten 1944 eine Verladerampe für Munition. 1947 wurde das zweite Gleis an der Ostbahn demontiert. Der Bahnhof Rehfelde diente seitdem zum Kreuzen von Zügen. Zu Zeiten der DDR besaß der Bahnhof eine deutlich größere Rolle, da auf der Laderampe Güter für das Nachrichtenregiment 14 in Waldsieversdorf verladen wurden. In den 1970er Jahren erweiterte die NVA, um größere Ladekapazitäten zu erreichen, die Verladerampen. Mit dem Abbau des zweiten Gleises wurde auch das Anschlussgleis zu dem Industriebetrieb (vormals Goede) beseitigt. Der Güterumschlag konzentrierte sich seitdem auf die Laderampe und den Güterboden. Bis 1989 diente der Güterbahnhof auch für den Umschlag der Ablaugen der Kaliindustrie, die zum Freihalten der Protokollstrecken der NVA im Winter eingesetzt wurden.
Da das ehemalige Empfangsgebäude schon sehr lange leer stand, bemühte man sich seit November 2006, das Gebäude zu verkaufen. Ende 2007 wurden konkrete Pläne für den Umbau und die Umgestaltung des Bahnhofsumfeldes entworfen. Zu Beginn des Jahres 2008 verzeichnete die Niederbarnimer Eisenbahn etwa 600 Pendler, die den Bahnhof täglich nutzten. Der erste Spatenstich an diesem Projekt war am 6. Oktober 2008. Am 31. Juli 2009 wurde der neu gestaltete und umgebaute Bahnhofsvorplatz feierlich eröffnet. Seit dem 12. Dezember 2010 ist der Bahnhof in Rehfelde an das elektronische Stellwerk in Küstrin-Kietz angeschlossen. Etwa zur gleichen Zeit wurde das zweite Gleis am Bahnübergang entfernt. Am 23. August 2011 begann man damit, das Empfangsgebäude zu sanieren, wobei einige Teile abgerissen wurden. Im Sommer 2012 war das neu gestaltete Gebäude fertiggestellt.

## Anlagen

### Bahnsteige und Gleise

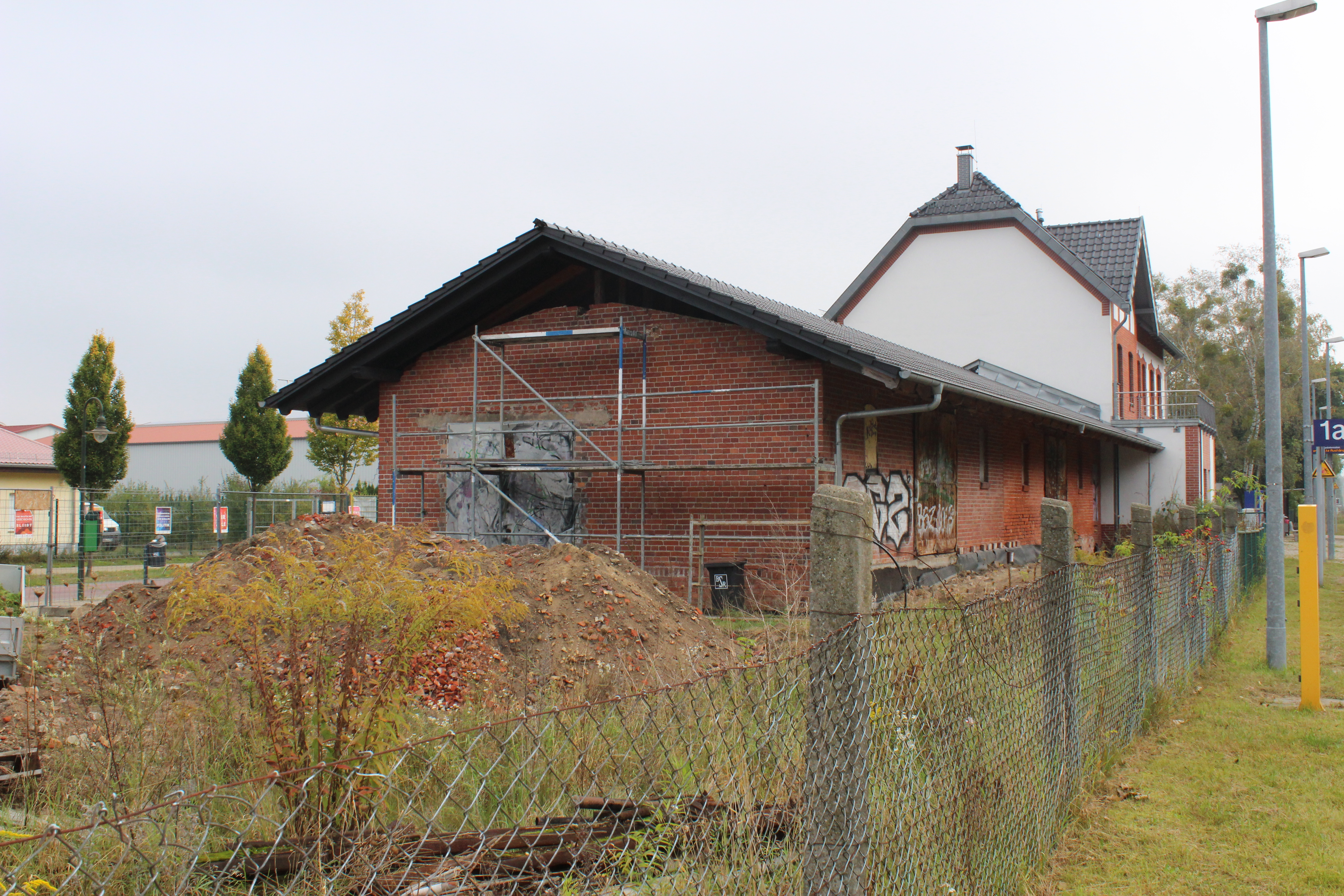
Güterschuppen (2017)

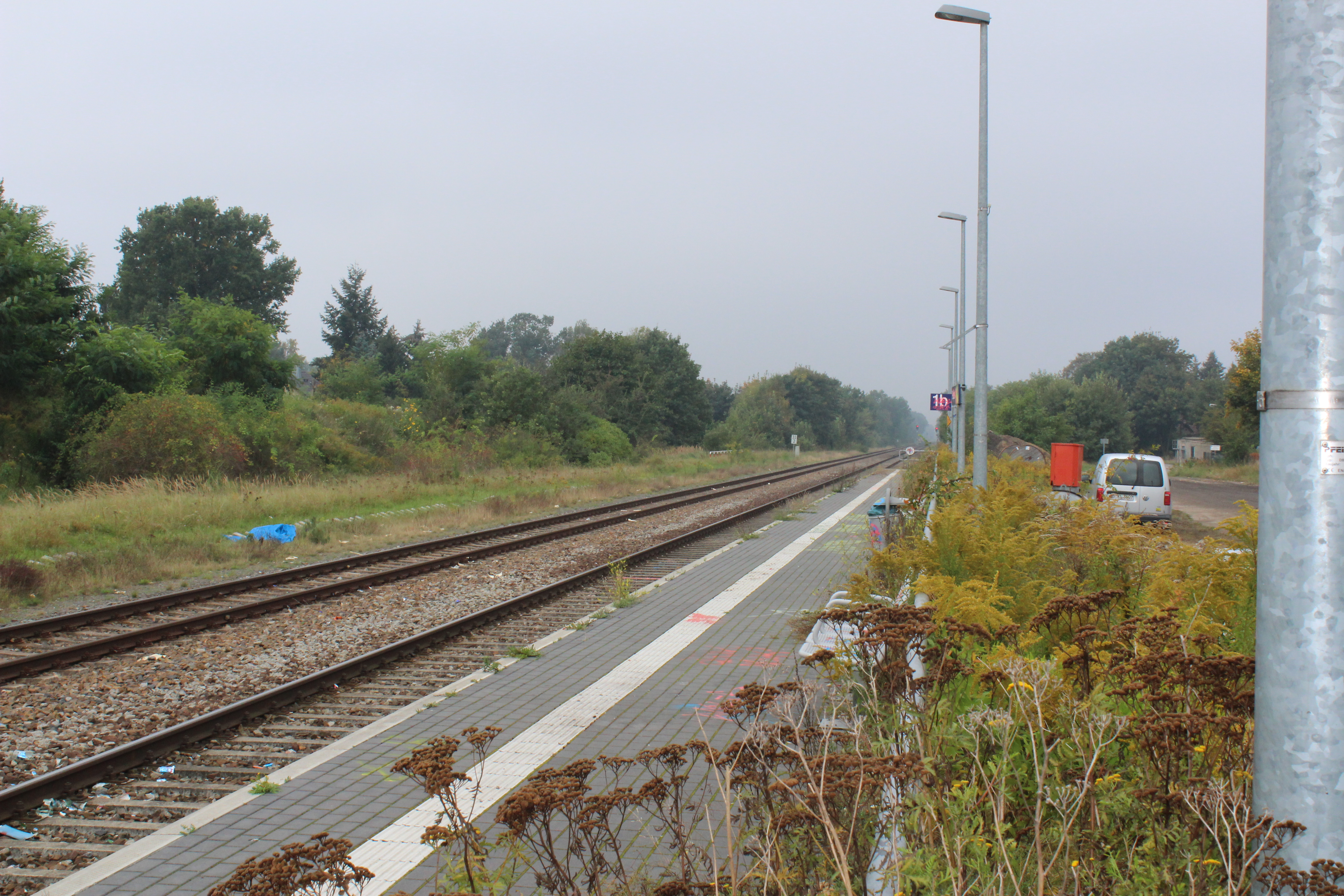
Ungenutzter Bahnsteig 1b (2017)

Um 1962 verfügte der Bahnhof über vier Gleise; zwei davon waren Bahnsteiggleise und die andere beiden dienten der Güterabfertigung. Die beiden Bahnsteiggleise waren 650 m und 530 m lang. Der Bahnsteig am Empfangsgebäude war 275 m. Dieser ist heute noch in Betrieb, aber nur noch 138 m lang und 32 cm hoch; der frühere war 195 m lang. Im Jahr 2019 wurde der Bahnsteig komplett neu errichtet; seine Höhe beträgt nun 55 cm.
Die beiden Gleise, die für die Güterabfertigung vorgesehen waren, waren 340 m und 325 m lang und besaßen noch einige kleine Verzweigungen. Zwischen den beiden Straßen, die über die Bahnübergänge an den Enden des Bahnhofs führen, existierte eine 400 m lange Ladestraße.

### Weitere Anlagen
Zu den weiteren Bahnanlagen in Rehfelde zählten eine Waage, zwei Stellwerke und das Empfangsgebäude. Das Empfangsgebäude beherbergt seit 2012 eine Zahnarztpraxis und eine Touristeninformation.

## Personenverkehr
Der Bahnhof Rehfelde wird durch die Regionalbahn RB 26, die von der Niederbarnimer Eisenbahn betrieben wird und zwischen Berlin Ostkreuz und Kostrzyn (Küstrin) verkehrt, jede Stunde bedient. Seit dem 20. März 2016 gibt es einzelne Züge, die von Kostrzyn über Gorzów Wielkopolski (Landsberg an der Warthe) weiter nach Krzyż (Kreuz an der Ostbahn) verkehren.
Zudem hält die Buslinie 934 am Bahnhof.

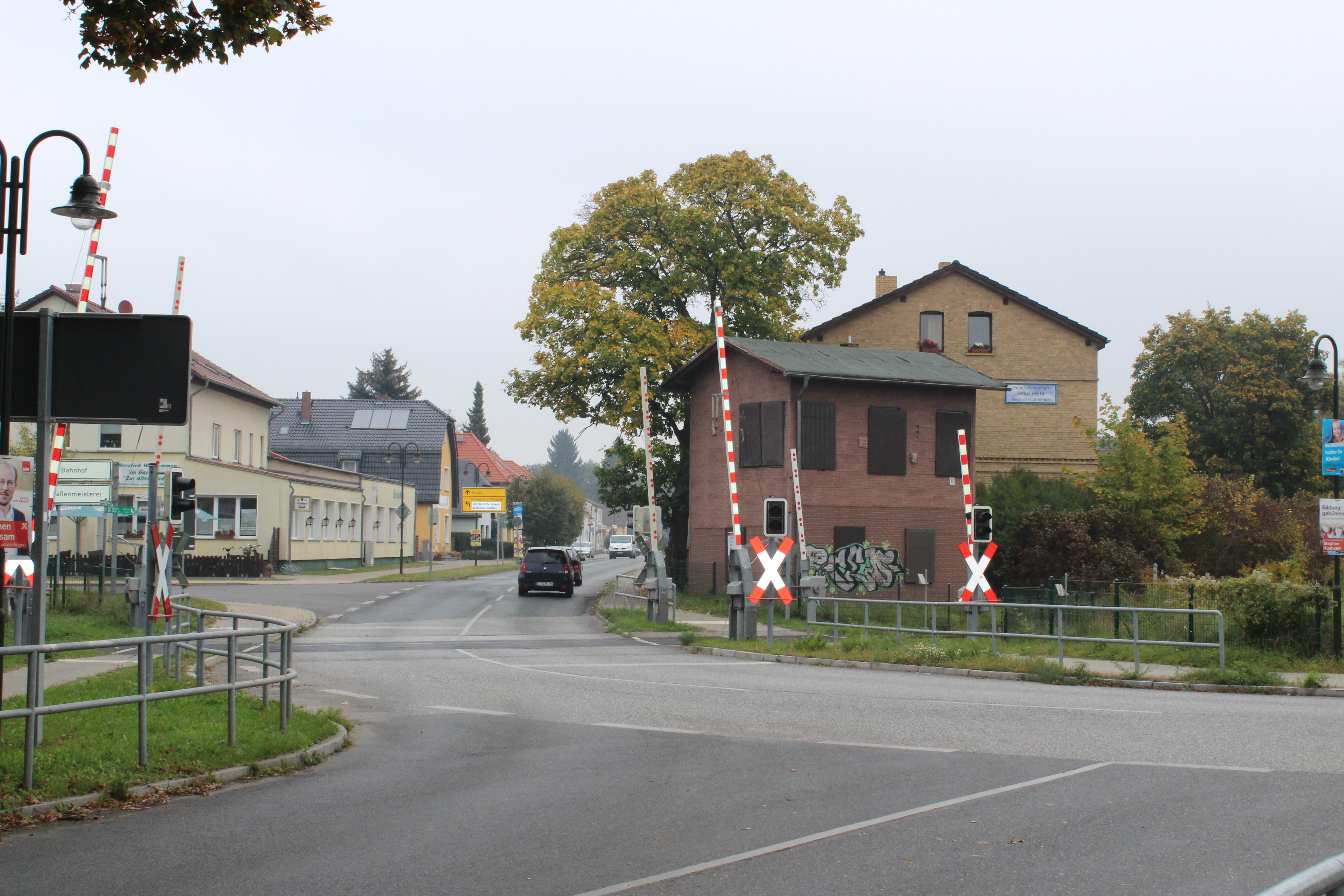
Stellwerk W2 (2017)